# Taphrina deformans
Taphrina deformans jest gljivica i biljni patogen, uzročnik kovrčavosti lišća breskve. Lišće breskve zaražena taphrinom deformans doživjet će boranje i iskrivljenje, poprimajući karakteristično uvijanje prema dolje i prema unutra. Lišće će imati manjak klorofila, postat će blijedozeleno ili žuto, a kasnije će biti nabubreno i imati crvenu ili ljubičastu nijansu. Plodovi mogu prerano otpasti ili pokazati površinske deformacije. Teška infekcija također može uzrokovati lezije na cvjetovima. Stablo domaćin doživjet će kompletno opadanje lišća ako je lišće teško bolesno. Ako je sadnica jako zaražena, može i uginuti. Stabla badema pokazuju slične simptome kao breskva.

## Životni ciklus
Taphrina deformans inficira koštičave vrste iz roda Prunus, uključujući P. amygdalus (badem) i P. persica (breskva). Najpoznatija je kao uzročnik kovrčavosti lišća breskve i nektarine. Identificiran je dodatni soj T. deformans koji inficira marelice. Neki istraživači tvrde da su ovi oblici potpuno odvojene sorte, što je potkrijepljeno nedavnim genetskim dokazima temeljenim na hibridizaciji. Nadalje, čini se da sojevi T. deformans s badema ne mogu potaknuti uvijanje lišća na stablima breskve, i obrnuto.
Zaraženo lišće razvija bjelkasti cvat kako infekcija napreduje. Vjeruje se da ova gljivica preživi zimu ostajući na površini nove biljke domaćina, poput kore ili pupova. U proljeće su novi pupoljci zaraženi konidijama dok lišće izlazi iz pupova. Bolest se ne pojavljuje svake godine, jer je potrebno najmanje 3 mm oborina iza kojih treba slijediti najmanje 12 dana kada konidije moraju ostati vlažne i na temperaturama ispod 19 °C kako bi se razvile. Gljivica ima veću stopu infekcije nakon hladnijih i vlažnijih zima.

Kako infekcija ovisi o vlažnom okruženju, odgovarajuće odvodnjavanje usjeva može pomoći u kontroli širenja patogena. Iako neki izvori također predlažu prorjeđivanje plodova kako bi se kontroliralo širenje bolesti, sami sanitarni i uzgojni postupci nisu dovoljni za kontrolu patogena. Potrebno je koristiti fungicid; preferiraju se klorotalonil i ziram, a bakar je organska opcija. Primjena fungicida zahtijeva pravilno vrijeme i potpunu kupanje usjeva. Preporuča se da uzgajivači prskaju fungicidima nakon opadanja lišća, odnosno nakon 90% otpalog lišća. U vlažnijim klimatskim uvjetima, gdje može biti potrebno višestruko prskanje, prskanje se preporučuje u kasnu jesen i u kasnu zimu ili rano proljeće. Prskanje fungicidom nakon infekcije više ne pomaže u kontroli bolesti.
Iako je većina komercijalnih sojeva osjetljiva, postoji nekoliko genotipova Prunus persica za koje je utvrđeno da su otporni na infekciju s T. deformans. Čini se da ovi otporni genotipovi koriste molekularne i biokemijske mehanizme za upravljanje širenjem i razvojem bolesti. Na primjer, klorogenska kiselina, za koju je poznato da ima protugljivično djelovanje, prisutna je u rezistentnim sojevima, ali ne i u osjetljivim sojevima. Kloroplasti se također aktiviraju kao mjesto obrambene signalizacije.
Uvijenost lišća prisutna je svugdje gdje se uzgajaju breskve ili nektarine. Ekonomski učinak bolesti razlikuje se regionalno, budući da širenje patogena i ozbiljnost simptoma ovise o čimbenicima okoliša. Iako se uvijanjem lišća breskve uglavnom može upravljati prskanjem fungicidom u suhim klimatskim uvjetima, neodgovarajuće vrijeme ili nepotpuna kupanjem usjeva fungicidom može rezultirati neuspjehom kontrole bolesti. Vlažnija klima koja zahtijeva višestruku primjenu fungicida bit će osjetljivija na ljudske pogreške. Osim toga, neočekivano zimsko zagrijavanje može omogućiti patogenu da se uspostavi unutar pupova prije kasne zimske ili rane proljetne primjene fungicida. Bez fungicida ili zbog neuspješne kontrole, bolest može rezultirati potpunim gubitkom prinosa, uz zaostajanje u rastu i smrt izdanaka. Gubitak prinosa može biti posljedica gubitka lišća, što dovodi do smanjene fotosinteze i infekcije plodova.

## Genom
Genom Taphrine deformans sekvenciran je. Genom nosi karakteristične gene koji su važni za proces infekcije biljaka.